# Подържи кон
Подържи кон (на македонска литературна норма: Подржи Коњ) е село в Северна Македония, в община Крива паланка.

## География
Селото е разположено в областта Славище по течението на река Добровница, в подножието на планината Чупина, северно от общинския център Крива паланка.

## История
В края на XIX век Подържи кон е българско село в Кривопаланска каза на Османската империя. Според статистиката на Васил Кънчов („Македония. Етнография и статистика“) от 1900 г. Подържи кон е населявано от 800 жители българи християни.
Цялото християнско население на селото е под върховенството на Българската екзархия. По данни на секретаря на екзархията Димитър Мишев („La Macédoine et sa Population Chrétienne“) в 1905 година в Подържи кон има 920 българи екзархисти и в селото функционира българско училище. Според секретен доклад на българското консулство в Скопие всичките 116 къщи в селото през октомври 1906 година под натиска на сръбската пропаганда в Македония признават Цариградската патриаршия.
При избухването на Балканската война в 1912 година 1 човек от селото е доброволец в Македоно-одринското опълчение.
По време на българското управление през Първата световна война, Подържи кон е център на Подържиконската селска община, която има 3 567 жители.
По време на българското управление във Вардарска Македония в годините на Втората световна война, Коста Н. Емфеджиев от Плевен е български кмет на Подържи кон от 13 август 1941 година до 31 март 1943 година. След това кмет е Владимир А. Лунгаров (26 август 1943 – 18 декември 1943).
Според преброяването от 2002 година селото има 116 жители.
| Националност     | Всичко |
| северномакедонци | 114    |
| албанци          | 0      |
| турци            | 0      |
| роми             | 0      |
| власи            | 0      |
| сърби            | 2      |
| бошняци          | 0      |
| други            | 0      |

## Личности
Родени в Подържи кон
- Борис Станойков, български революционер от ВМОРО, четник на Петко Стефанов в 1915 година[8]
- Доде Якимов, убит от сръбските власти след 1912 година[9]
- Иван Станойков (? – 1906), български революционер, войвода на ВМОРО
- Иван Ст. Миланов, кметски наместник в периода на българското управление 1941 – 1944 година[10]
- Леко Спасов Илиев, редник в 26-а допълваща дружина, 4-та рота загинал 1917 година в Радомир.[11]
- Мито Стоянов, убит от сръбските власти след 1912 година[9]
- Мито (Мите) Якимов, български революционер, деец на ВМОРО, четник на Петко Стефанов в 1915 година,[12] убит от сръбските власти[9]
- Николай Спасев, убит от сръбските власти след 1912 година[9]
- Станойко Величков, македоно-одрински опълченец, 27-годишен, земеделец, 1-а рота на кюстендилската дружина[13]
- Станойко (Станоя) Стефанов, български революционер от ВМОРО, четник на Петко Стефанов в 1915 година,[8] убит от сръбските власти[9]
- Стевчо Якимовски (р. 1960), северномакедонски политик
- Стефан Меджир, убит от сръбските власти след 1912 година[9]

Починали в Подържи кон
- Иван Станойков (? – 1906), български революционер, войвода на ВМОРО